# Geolycosa nolotthensis
Geolycosa nolotthensis là một loài nhện trong họ Lycosidae.
Loài này thuộc chi Geolycosa. Geolycosa nolotthensis được Eugène Simon miêu tả năm 1910.